# Palachia farooqii
Palachia farooqii är en stekelart som beskrevs av Boucek 1998. Palachia farooqii ingår i släktet Palachia och familjen gallglanssteklar.
Artens utbredningsområde är Nepal. Inga underarter finns listade i Catalogue of Life.